# 青木望
青木 望 （あおき のぞみ、1931年3月2日 - ）は、日本の作曲家、編曲家。JASRAC会員。

## 来歴
クリスチャンの家系であり、幼少期から母親のオルガン演奏に合わせ賛美歌を毎週歌っていた。これが好きだったといい、後に青木は「私の音楽の原点だった」と回想している。
少年時代から音楽に親しみ、ヴァイオリンが得意であったという。
旧制東京府立第六中学校（現：東京都立新宿高等学校）在学中、知人に誘われてバンド活動を始める。そこでステージ演奏の魅力に摂りつかれたことで学校を中退し、15歳でプロのミュージシャンとしてデビュー。様々なバンドを転々としながら活動する。
当初は、自分が所属するバンドのために作曲・編曲をはじめたが、外部からも頼まれるようになり、放送やレコーディングが多くなると演奏家より稼げるようになったため、作・編曲家に転向した。
以降は、編曲家としての活動を主にしている。歌謡曲、フォークソング系の作品を多く手掛け、アニメーションや特撮ドラマの主題歌などの編曲作品も多い。声楽家・鮫島有美子のアルバム『ともしび～鮫島有美子 ロシア民謡をうたう』では演奏指揮も行うなど、幅広い音楽活動を行っている。
1978年、テレビアニメ『銀河鉄道999』の音楽を担当。以前よりディズニー・アニメのような音楽を書いてみたいと常々思っていたことから、知人のディレクターの依頼を快諾したという。また、1979年の映画版で原作者の松本零士の意向も受けながら完成したスコアは松本を唸らせるものとなり、オーケストラによる実際の劇伴は話題を呼んだ
。その後、松本零士原作のアニメーション作品には複数回参加しており、2023年、死去した松本を偲ぶ「銀河鉄道999 シネマ・コンサート －特別追悼公演－」開催の際はインタビューに応じている。

## 人物
- 好きなクラシックの作曲家には「書ききれない」とする一方、強いて挙げるならJ・S・バッハと答えている[1]。
- 飽きっぽい性格と好奇心旺盛な性格から、ドラム、ヴァイオリン、ヴィオラ、アコーディオン、ハモンドオルガン、チェンバロなど、性に合わなかった管楽器以外は様々な楽器を経験している[1]。
- 音楽理論に関しては、故・赤堀文雄（ヴィオラ奏者、生前は新星日本交響楽団所属）から色々教わったという[1]。
- 2010年代から難聴のため音が聞こえにくい状態だが、スコアの作成自体は楽器を使うことがないため問題はないという[1]。
- 後進へのメッセージを訊かれた際は、「音楽の道も多岐にわたりますから一概には言えませんが、感動を受けたものにトライするのも良いのでは！」と答えている[1]。

## 手掛けた主な楽曲

### 歌謡曲・フォークソング
※（ ）の中は発表年と歌い手。

### 作曲
- 影 （1985年、千葉真一）※編曲含む

### 編曲
- 風 （1969年、はしだのりひことシューベルツ）
- さすらい人の子守唄 （1969年、はしだのりひことシューベルツ）
- 朝陽の前に （1969年、はしだのりひことシューベルツ）
- 白い鳥にのって （1969年、はしだのりひことシューベルツ）
- 一人ぼっちの旅 （1969年、はしだのりひことシューベルツ）
- 海の底でうたう唄 （1969年、モコ・ビーバー・オリーブ）
- 花嫁 （1971年、はしだのりひことクライマックス）
- あかりを消して（1971年、あおい輝彦）
- 男の世界 （1971年、尾崎紀世彦）
- 最後の恋 （1971年、尾崎紀世彦）
- 夜明けを告げに （1971年、ジ・オフコース）
- 君をのせて （1971年、沢田研二）
- 夜のメロディー （1971年、尾崎紀世彦）
- 太陽のあたる場所 （1971年、尾崎紀世彦）
- ジョージア・オン・マイ・マインド （1971年、尾崎紀世彦）
- ハッシャバイ・マウンテン（お山の子守唄） （1971年、尾崎紀世彦）
- ジ・エンド （1971年、尾崎紀世彦）
- 雨のバラード / 忘れていた朝（1971年、尾崎紀世彦）
- 走っておいで恋人よ （1972年、アリス）
- 風と落葉と旅びと （1972年、チューインガム）
- 雨の朝の少女 （1972年、ジャッキー吉川とブルー・コメッツ）
- 哀愁のパリ （1972年、ジャッキー吉川とブルー・コメッツ）
- 古いお寺にただひとり (1972年、チェリッシュ）
- 自由に生きてほしい （1972年、大塚たけし）
- 思い出は泪と共に （1972年、高橋キヨシ）
- ある女の詩、あやめの宿・祖谷のむすめ・五つ木の母（1972年・1973年、美空ひばり）
- 心の旅 （1973年、チューリップ） ※弦管編曲
- アザミの花 （1973年、純アリス）
- 風に吹かれて行こう （1973年、やまがたすみこ）
- 青春の影 （1974年、チューリップ） ※弦管編曲
- 世界は僕らのもの（1974年、西城秀樹）
- 愛と友情（1974年、西城秀樹）
- ぼくがつくった愛のうた〜いとしのEmily〜 （1974年、チューリップ） ※弦管編曲
- 笛吹川の子守唄（1974年、春日八郎）
- ダーリン （1975年、かまやつひろし）
- 紫陽花 （1975年、アリス）
- 白いページ （1975年、小野寺昭）
- 悲しきレイン・トレイン （1975年、チューリップ） ※弦管編曲
- どうぞこのまま （1976年、丸山圭子）
- 私だけの十字架 （1977年、ファウスト・チリアーノ）
  - ドラマ『特捜最前線』エンディングテーマ
- 大空と大地の中で （1977年、松山千春）
- 小さなマリリン （1977年、ロウィナ・コルテス）
- 陽はまた昇る （1979年、谷村新司）
- かなしみ笑い （1980年、中島みゆき） ※吉野金次と共作
- やまがたのうた わたしのまち/ふるさとの径（1982年、倉田まり子）　※山形テレビ（YTS）が開局10周年を記念して制作した非売品シングル。両面ともたかたかし補作詞（作詞はA面=中川真由美、B面=木内悦子）、井上忠夫作曲、青木望編曲。A面は佳曲
- 愛はかげろう （1980年、雅夢）
- 夜明けまで （1980年、松平健）
- 青年の樹 （1981年、谷村新司）
  - ドラマ『野々村病院物語』主題歌
- 砂の十字架（1981年、やしきたかじん）
- すずめ （1981年、増田恵子）
- 死ぬほど愛して（1982年、大木康子）
- 寒水魚 （1982年、中島みゆき）
- 冷たい雨 （1982年、倉田まり子）
- 思い出さないで（1982年、岩崎宏美）
- 花梨 （1982年、柏原芳恵）
- AMAPOLA （1984年、沢田研二）
- 曠野 （1985年、千葉真一）
- 聖霊の歌（1989年、八木美代子）

他多数

### 声楽・特撮
- 声楽
- ともしび～鮫島有美子 ロシア民謡をうたう （1993年、鮫島有美子）
  - 編曲・演奏指揮。
- 特撮
- 魔人ハンター ミツルギ （1973年）
  - 主題歌の編曲。
- 風雲ライオン丸（1973年）
  - 揷入歌の編曲。

### アニメ
- デビルマン（1972 - 1973年） 
  - EDの編曲。
- 母をたずねて三千里（1976年）
  - 揷入歌の編曲。
- ゴワッパー5 ゴーダム（1976年）
  - 主題歌・揷入歌の編曲。
- まんが偉人物語（1978年）
  - 后期主題歌の編曲。
- SF西遊記スタージンガー（1978 - 1979年）
  - 一部OP、初期EDの編曲。
- 銀河鉄道999 （1978 - 1981年）※初劇伴作品
- まんがこども文庫（1978 - 1979年）
  - 一部EDの編曲。
- 花の子ルンルン（1979 - 1980年）
  - 主題歌の編曲。
- くじらのホセフィーナ （1979年）
  - 主題歌の編曲。
- 若草物語 （1980年）
  - 劇伴。
- 家族ロビンソン漂流記 ふしぎな島のフローネ（1981年）
  - 主題歌の編曲。
- カバ園長の動物園日記 （1981年）
  - 劇伴。
- 新竹取物語 1000年女王（1981 - 1982年）
  - イメージソング一部歌の編曲。
- 忍者ハットリくん（1981 - 1987年）
  - 一部揷入歌の編曲。
- 機動戦士ガンダム（劇場版）（1981年）
  - 主題歌の編曲。
- ぼくらマンガ家 トキワ荘物語（1981年）
  - 主題歌の編曲。
- パタリロ! （1982 - 1983年）
- FUTURE WAR 198X年（1982年）
  - 主題歌・揷入歌の編曲。
- 愛してナイト （1983 - 1984年）
  - 劇伴。
- ミームいろいろ夢の旅（1983 - 1985年）
  - 主題歌の編曲。
- レディジョージィ（1983 - 1984年）
  - 主題歌、一部揷入歌の編曲。
- ピュア島の仲間たち（1983年）
  - 一部揷入歌の編曲。
- ユニコ 魔法の島へ (1983年)
- 幻魔大戦 （1983年） 
  - キース・エマーソンと共作。
- とんがり帽子のメモル （1984 - 1985年）
- はーいステップジュン （1985 - 1986年）
  - 劇伴。
- 夢次元ハンターファンドラ （1985年）
  - 劇伴。
- オバケのQ太郎（1985 - 1986年）
  - 初期主題歌の編曲。
- 北斗の拳 （1984 - 1987年）
- 北斗の拳2 （1987 - 1988年）
- グリム名作劇場（1987 - 1989年）
  - 主題歌の編曲。
- ひみつのアッコちゃん（1988 - 1989年）
  - 主題歌の編曲。
- 悪魔くん （1989 - 1990年）
  - 劇伴。
- ハローキティのシンデレラ（1989年）
  - 劇伴。
- まじかる☆タルるートくん（1990 - 1992年）
  - 一部揷入歌の編曲。
- 翔ちゃん空を飛ぶ（1992年）
- 花平バズーカ（1992年）
  - 劇伴。
- 銀河鉄道物語 （2003 - 2004年）
- 銀河鉄道物語 〜永遠への分岐点〜（2006 - 2007年）
- 銀河鉄道物語 〜忘れられた時の惑星〜（2007年）